# Anthony Cáceres
Anthony Cáceres (Sydney, 29 settembre 1992) è un calciatore australiano, centrocampista del Sydney FC.

## Biografia
Nato a Sydney, ha origini uruguaiane.

## Carriera

### Club
Cáceres inizia a giocare dapprima nelle giovanili del Marconi Stallions per poi approdare ai Central Coast Mariners. Con i Mariners fa il suo debutto in prima squadra nel gennaio del 2013 contro i rivali del Newcastle Jets, e prende parte a 5 gare della Asian Champions League.
Il 15 gennaio 2016 viene acquistato dal Manchester City, ad un prezzo non rivelato.

### Nazionale
Il 14 novembre 2024 ha esordito con l'Australia nel pareggio interno contro l'Arabia Saudita (0-0).

## Palmarès

### Competizioni nazionali
- Campionato australiano: 3

Central Coast Mariners: 2012-2013
Sydney: 2018-2019, 2019-2020
- Australia Cup: 2

Melbourne City: 2016
Sydney FC: 2023